# Liste der Naturdenkmale in Sitters
Die Liste der Naturdenkmale in Sitters nennt die im Gemeindegebiet von Sitters ausgewiesenen Naturdenkmale (Stand 28. März 2024).

## Naturdenkmale
| Nr.         | Bezeichnung   | Lage                        | Beschreibung                                           | Bild                                    |
| ----------- | ------------- | --------------------------- | ------------------------------------------------------ | --------------------------------------- |
| ND-7333-009 | Luitpoldlinde | Hauptstraße, bei Nr. 5 Lage | Tilia sp.; 1901 gepflanzt, 15 m hoch bei 1,65 m Umfang | Direkt Bild zu diesem Denkmal hochladen |